# Lista odcinków serialu Paramedycy
Poniżej znajduje się lista odcinków serialu telewizyjnego Paramedycy – emitowanego przez amerykańską stację kablową USA Network od 6 marca 2014 roku. W Polsce serial jest emitowany od 22 lutego 2015 roku przez FOX Comedy.
| Sezon | Sezon | Odcinki | Oryginalna emisja | Oryginalna emisja | Oryginalna emisja | Oryginalna emisja | Oryginalna emisja |
| Sezon | Sezon | Odcinki | Premiera sezonu   | Finał sezonu      | Premiera sezonu   | Finał sezonu      |                   |
| ----- | ----- | ------- | ----------------- | ----------------- | ----------------- | ----------------- | ----------------- |
|       | 1     | 10      | 6 marca 2014      | 1 maja 2015       | 22 lutego 2015    | 8 marca 2015      |                   |
|       | 2     | 13      | 27 stycznia 2015  | brak danych       | 15 marca 2015     | brak danych       |                   |

## Sezon 1 (2014)
| Nr | #  | Tytuł                                                       | Reżyseria         | Scenariusz               | Premiera USA Network | Premiera       |
| -- | -- | ----------------------------------------------------------- | ----------------- | ------------------------ | -------------------- | -------------- |
| 1  | 1  | Obserwacja Pilot                                            | Victor Nelli, Jr. | Denis Leary Bob Fisher   | 6 marca 2014         | 22 lutego 2015 |
| 2  | 2  | Zołza zwana karmą A Bitch Named Karma                       | Michael Blieden   | Denis Leary Bob Fisher   | 6 marca 2014         | 22 lutego 2015 |
| 3  | 3  | Biust Rachel McAdams Rachel McAdams Topless                 | John Fortenberry  | Jim Serpico Tom Sellitti | 13 marca 2014        | 1 marca 2015   |
| 4  | 4  | Ostatnia wiadomość Famous Last Words                        | Michael Blieden   | Denis Leary Bob Fisher   | 20 marca 2014        | 1 marca 2015   |
| 5  | 5  | Uraz spowodowany nadużyciem alkoholu Alcohol Related Injury | John Fortenberry  | Denis Leary Bob Fisher   | 27 marca 2014        | 1 marca 2015   |
| 6  | 6  | Palec The Finger                                            | Jason Ensler      | Spencer Sloan            | 3 kwietnia 2014      | 1 marca 2015   |
| 7  | 7  | Póki nas Jeff nie rozłączy Till Jeff Do Us Part             | Jason Ensler      | Erik Durbin              | 10 kwietnia 2014     | 8 marca 2015   |
| 8  | 8  | Tyci pająk Itsy Bitsy Spider                                | Steven Tsuchida   | Ken Rogerson             | 17 kwietnia 2014     | 8 marca 2015   |
| 9  | 9  | Tutaj ego się nie liczy There's No 'I' in Cream             | Steven Tsuchida   | Josh Lieb                | 24 kwietnia 2014     | 8 marca 2015   |
| 10 | 10 | Wystrzałowe wesele Shotgun Wedding                          | Richie Keen       | Erik Durbin              | 1 maja 2014          | 8 marca 2015   |

## Sezon 2 (2015)
| Nr | #  | Tytuł                                                  | Reżyseria       | Scenariusz              | Premiera USA Network | Premiera Fox Comedy |
| -- | -- | ------------------------------------------------------ | --------------- | ----------------------- | -------------------- | ------------------- |
| 11 | 1  | Pompatyczny dupek Superdick                            | Jay Karas       | Erik Durbin             | 27 stycznia 2015     | 15 marca 2015       |
| 12 | 2  | Johnny Nightingale                                     | Michael Blieden | Erik Durbin             | 27 stycznia 2015     | 15 marca 2015       |
| 13 | 3  | Szczęśliwy traf Briandipity                            | Michael Blieden | Spencer Sloan           | 3 lutego 2015        | 15 marca 2015       |
| 14 | 4  | Na Briana seks nie działa Transcendual                 | Richie Keen     | Annabel Oakes           | 3 lutego 2015        | 15 marca 2015       |
| 15 | 5  | Wszystkie panie stanu wolnego All the Single Ladies    | Richie Keen     | Annabel Oakes           | 10 lutego 2015       | 22 marca 2015       |
| 16 | 6  | Chrzanić jeden procent Screw the One Percent           | Richie Keen     | Mark Blecha             | 24 lutego 2015       | 22 marca 2015       |
| 17 | 7  | Niech Pytony pozostaną Pytonami Let Pythons Be Pythons | John Embom      | Sarah Walke             | 3 marca 2015         | 29 marca 2015       |
| 18 | 8  | Hipokratyczna przysięga Hypocritical Oath              | Jay Karas       | Sarah Walker            | 10 marca 2015        | 29 marca 2015       |
| 19 | 9  | Grillowanie na węglu Charbroiled                       | John Enbom      | Ken Rogerson            | 17 marca 2015        | 5 kwietnia 2015     |
| 20 | 10 | Piłki Balls                                            | Bob Fisher      | Spencer Sloan           | 24 marca 2015        | 5 kwietnia 2015     |
| 21 | 11 | Sześć stóp nad/pod ziemią Six Feet Over Under          | Richie Keen     | Denis Leary, Bob Fisher | 31 marca 2015        | 12 kwietnia 2015    |
| 22 | 12 | Lęki ponadpierwotne Sub-Primal Fears                   | Steve Pink      | Erik Durbin             | 7 kwietnia 2015      | 12 kwietnia 2015    |
| 23 | 13 | Nie ma miłości No Love                                 | Steve Pink      | Annabel Oakes           | 14 kwietnia 2015     | 12 kwietnia 2015    |